# Az utca királyai
Az utca királyai (eredeti cím: Street Kings) egy 2008-as amerikai bűnügyi film Keanu Reeves, Forest Whitaker és Hugh Laurie főszereplésével.
Bemutatója Észak-Amerikában 2008. április 11-én, Magyarországon április 17-én volt.

## Történet
|  | Alább a cselekmény részletei következnek! |

Tom Ludlow korrupt, kiábrándult Los Angeles-i rendőrnyomozó, akit kísért felesége három évvel ezelőtti halála. A városban a legtöbb zsaru, köztük ő és főnöke, Jack Wander átértelmezi és megszegi a megszokott eljárási szabályokat, mivel így gyakran sokkalta hatékonyabban képesek fellépni a korlátokat nem ismerő bűnözéssel szemben. Ennek érdekében azonban rutinszerűen hazudnak jelentéseikben és manipulálják a bizonyítékokat, hogy fedezzék a saját és egymás túlkapásait.
Terrence Washington rendőrtiszt, Ludlow korábbi társa azonban megelégeli a dolgok menetét és Biggs századoshoz fordul, aki eljárást indít Ludlow ellen. Az egykori partnerek között a feszültség tovább növekszik, ám Washington rövidesen gyilkosság áldozatává válik egy üzletben, Ludlow jelenlétében. Noha ártatlan, a körülmények arra utalnak, részese volt a leszámolásnak. Ismert bűnözők DNS-ét találják a helyszínen, így Ludlow és az ügyben nyomozó Paul Diskant együtt kezdenek a szálak felgöngyölítésébe. Néhány ismert gengszter csöppet sem kíméletes kihallgatása után eljutnak a feltételezett tettesekhez, azonban mindkettőjük halott, s az is volt már, mikor Washingtont megölték.
A további nyomozás felfedi, hogy Washingtonnal korrupt zsaruk végeztek, akik nem bírtak szó nélkül elmenni jó útra térése mellett. Ludlow és Diskant eljut hozzájuk, s a véres leszámolás áldozata lesz mellettük Diskant is. Ludlow számára hamarosan az is világossá válik, hogy az egész ügy mögött felettese, Wander áll. Wander birtokában ugyanis a testülettől szinte mindenki sárosságára akad terhelő bizonyíték, s valójában ő az, akit Washington feldobott Biggsnek. Mikor Ludlow konfrontálja Wandert, a százados először megölésével, majd megvesztegetésével próbálkozik, ám végül Ludlow vele is végez.
A helyszínre érkező Biggsről is kiderül, hogy valójában felhasználta Ludlow-t ahhoz, hogy megszabadítsa a rendőrséget Wandertől, akinek felhalmozott információja kezdett fenyegetően hatni a testületre.
|  | Itt a vége a cselekmény részletezésének! |

## Szereplők
| Szereplő                    | Eredeti hang           | Magyar hang          | Leírás                                                                             |
| --------------------------- | ---------------------- | -------------------- | ---------------------------------------------------------------------------------- |
| Tom Ludlow nyomozó          | Keanu Reeves           | Stohl András         | Öntörvényű Los Angeles-i zsaru, aki egyedi módon szerez érvényt saját igazságának. |
| Jack Wander százados        | Forest Whitaker        | Vass Gábor           | A Los Angeles-i bűnügyi részleg vezetője.                                          |
| James Biggs százados        | Hugh Laurie            | Kőszegi Ákos         | Százados a belső ellenőrzéstől, aki Ludlow-t figyeli meg.                          |
| Paul Diskant nyomozó        | Chris Evans            | Damu Roland          | Ludlow alkalmi nyomozótársa.                                                       |
| Terrence Washington nyomozó | Terry Crews            | Varga Rókus          | Ludlow egykori társa, akivel megromott a viszonya.                                 |
| Mike Clady őrmester         | Jay Mohr               | Bozsó Péter          | –                                                                                  |
| Dante Demille nyomozó       | John Corbett           | Forgács Péter        | –                                                                                  |
| Cosmo Santos nyomozó        | Amaury Nolasco         | Csík Csaba Krisztián | –                                                                                  |
| Szipka                      | Cedric the Entertainer | Maday Gábor          | –                                                                                  |
| Coates                      | Common                 | Barabás Kiss Zoltán  | –                                                                                  |
| Grill                       | The Game               | ?                    | –                                                                                  |
| Linda Washington            | Naomie Harris          | Agócs Judit          | –                                                                                  |
| Grace Garcia                | Martha Higareda        | Major Melinda        | –                                                                                  |
| Fremont                     | Cle Shaheed Sloan      | ?                    | –                                                                                  |
| Quicks                      | Noel Gugliemi          | ?                    | –                                                                                  |
| Patológus                   | Michael Monks          | ?                    | –                                                                                  |
| Főnök                       | Daryl Gates            | ?                    | –                                                                                  |
| Green őrmester              | Clifton Powell         | ?                    | –                                                                                  |
| Julie Fukashima             | Angela Sun             | ?                    | –                                                                                  |
| Bandafőnök                  | Ken Choi               | ?                    | –                                                                                  |
| Bandatag                    | Walter Wong            | ?                    | –                                                                                  |

## Háttér
A film elkészültét 2004-ben jelentették be, Spike Lee rendezésével és Bob Yari produceri közreműködésével, 2005-ös bemutatóra. A következő év elején azonban már Oliver Stone neve merült fel mint rendező, noha Stone egy hónappal később ezt cáfolta. Végül a Kiképzés írója, David Ayer vette kezelésbe a projektet.
A forgatás 2007. május 21-én kezdődött meg, teljes egészében a cselekménynek helyszínt adó Los Angelesben.
Kevin Federline táncos-színész feltűnt volna a filmben, azonban 2007 augusztusában jelentések szerint a producerek az utolsó pillanatban úgy döntöttek, nincs szükségük rá, de erről ügynöke nem értesítette időben Federline-t, s csak a jelmezpróbára érkezve szembesült vele. A Fox Searchlight egy képviselője mindazonáltal azt is tagadta, hogy Federline egyáltalán szerepet kapott volna a filmben.
Egészen 2008. február 5-éig a film a The Night Watchman címen futott, azonban ekkor a forgalmazó Fox Searchlight Pictures Street Kingsre változtatta.

## Fogadtatás
Az utca királyai vegyes, nagyobb részt rossz kritikákat kapott. A vezető újságírók véleményét összesítő Rotten Tomatoes oldalán a filmről született több mint 140 írás 37%-a tanúskodik pozitív visszajelzésről.